# Discografia de Pablo Alborán
A discografia do cantor e compositor espanhol Pablo Alborán, consiste de quatro álbuns de estúdio, dois ao vivo e vinte e dois singles (sendo quatro como artista convidado). Alborán iniciou sua carreira em 2010 após assinar contrato com a editora discográfica EMI Music. Seu álbum de estreia, Pablo Alborán, lançado em 1 de fevereiro de 2011, o qual alcançou a primeira, a sétima e a 50ª na Espanha, em Portugal e no México, respectivamente. O trabalho foi certificado como disco de platina sêxtupla pela Productores de Música de España (PROMUSICAE). A obra contou com duas músicas de divulgação, "Solamente Tú" e "Miedo", com a primeira alcançando a mais alta posição na Espanha e a décima em Portugal. 
O primeiro registro ao vivo de Alborán, En Acústico, de 2012, atingiu o topo das listas em Portugal e na Espanha, tendo sido autenticado oito vezes como disco de platina pela Productores de Música de España (PROMUSICAE) e como platina sêxtupla pela Associação Fonográfica Portuguesa (AFP). Duas canções de En Acústico foram selecionadas como singles: "Perdóname" (com Carminho) e "Te He Echado de Menos". O segundo material de estúdio do artista, Tanto, situou-se na primeira colocação da Espanha e de Portugal; o single inicial do disco, "Tanto", chegou ao número dois da parada padrão espanhola. Seus terceiro e quarto discos, Terral (2014) e Prometo (2017), atingiram, ambos, as primeira e segunda posições na Espanha e Portugal, respectivamente. 
Durante a carreira de Alborán, outras composições dos seus discos entraram em compilações devido as execuções nas rádios e downloads digitais. O espanhol também aparece em canções de outros artistas recebendo crédito como vocalista participante.

## Álbuns

### Álbuns de estúdio
| Título         | Detalhes do álbum                                                                                       | Melhores posições atingidas | Melhores posições atingidas | Melhores posições atingidas | Certificações                     |
| Título         | Detalhes do álbum                                                                                       | ESP                         | MEX                         | POR                         | Certificações                     |
| -------------- | --- | --------------------------- | --------------------------- | --------------------------- | --------------------------------- |
| Pablo Alborán  | - Lançamento: 1 de fevereiro de 2011 - Gravadora: EMI Music - Formato(s): CD, download digital          | 1                           | 50                          | 6                           | - ESP: 6× Platina                 |
| Tanto          | - Lançamento: 6 de novembro de 2012 - Gravadora: EMI Music - Formato(s): CD, download digital, CD+DVD   | 1                           | 36                          | 1                           | - ESP: 10× Platina - POR: Platina |
| Terral         | - Lançamento: 11 de novembro de 2014 - Gravadora: Warner Music Spain - Formatos: CD, download digital   | 1                           | 13                          | 2                           | - ESP: 8× Platina - MEX: Ouro     |
| Prometo        | - Lançamento: 17 de novembro de 2017 - Gravadora: Warner Music Spain - Formato(s): CD, download digital | 1                           | —                           | 2                           | - ESP: 6× Platina - MEX: Ouro     |
| Vértigo        | - Lançamento: 11 de dezembro de 2020 - Gravadora: Warner Music Spain - Formato(s): CD, download digital | 1                           | —                           | 19                          |                                   |
| La Cuarta Hoja | - Lançamento: 2 de dezembro de 2022 - Gravadora: Warner Music Spain - Formato(s): CD, download digital  | —                           | —                           | —                           |                                   |

### Álbuns ao vivo
| Detalhes do álbum | Melhores posições atingidas | Melhores posições atingidas | Melhores posições atingidas | Melhores posições atingidas | Certificações                       |
| Detalhes do álbum | ESP                         | ESP DVD                     | POR                         | POR DVD                     | Certificações                       |
| --- | --------------------------- | --------------------------- | --------------------------- | --------------------------- | ----------------------------------- |
| En Acústico - Lançamento: 14 de novembro de 2011 - Gravadora: EMI Music - Formatos: CD, download digital, DVD                              | 1                           | 5                           | 1                           | —                           | - ESP: 8× Platina - POR: 6× Platina |
| Tour Terral: Tres Noches en Las Ventas - Lançamento: 6 de novembro de 2015 - Gravadora: Warner Music - Formatos: CD, download digital, DVD | —                           | 1                           | 6                           | —                           | - ESP: Platina (DVD)                |

## Singles
| Ano                                                                              | Obra                                   | Melhores posições atingidas | Melhores posições atingidas            | Melhores posições atingidas                | Melhores posições atingidas | Certificações     | Álbum                                 |
| Ano                                                                              | Obra                                   | ESP                         | [[Hot Latin Songs\|EUA (Latin Songs)]] | [[Hot Latin Songs\|EUA (Latin Pop Songs)]] | POR                         | Certificações     | Álbum                                 |
| -------------------------------------------------------------------------------- | -------------------------------------- | --------------------------- | -------------------------------------- | ------------------------------------------ | --------------------------- | ----------------- | ------------------------------------- |
| 2010                                                                             | "Solamente Tú"                         | 1                           | 35                                     | 13                                         | 10                          | - ESP: 2× Platina | Pablo Alborán                         |
| 2011                                                                             | "Miedo"                                | 40                          | —                                      | —                                          | —                           |                   | Pablo Alborán                         |
| 2011                                                                             | "Perdóname" (com Carminho)             | 1                           | —                                      | —                                          | 1                           | - ESP: Platina    | En Acústico                           |
| 2012                                                                             | "Te He Echado de Menos"                | 2                           | —                                      | —                                          | —                           | - ESP: Platina    | En Acústico                           |
| 2012                                                                             | "Tanto"                                | 2                           | 49                                     | 29                                         | 4                           | - ESP: Platina    | Tanto                                 |
| 2013                                                                             | "El beso"                              | 1                           | —                                      | —                                          | —                           |                   | Tanto                                 |
| 2013                                                                             | "Quién"                                | 1                           | —                                      | —                                          | —                           | - ESP: Ouro       | Tanto                                 |
| 2013                                                                             | "Éstasis"                              | 16                          | —                                      | —                                          | —                           |                   | Tanto                                 |
| 2013                                                                             | "Dónde está el amor" (com Jesse & Joy) | 32                          | —                                      | —                                          | —                           | - ESP: Ouro       | Tanto                                 |
| 2014                                                                             | "Por fin"                              | 1                           | —                                      | 35                                         | —                           | - ESP: Platina    | Terral                                |
| 2014                                                                             | "Pasos de cero"                        | 1                           | —                                      | 34                                         | —                           | - ESP: Ouro       | Terral                                |
| 2015                                                                             | "Recuérdame"                           | 5                           | 34                                     | 5                                          | —                           | - ESP: Ouro       | Terral                                |
| 2015                                                                             | "Vívela"                               | 48                          | —                                      | —                                          | —                           |                   | Terral                                |
| 2015                                                                             | "Palmeras en la nieve"                 | 32                          | —                                      | —                                          | —                           |                   | Tour Terral: Tres noches en Las Venta |
| 2016                                                                             | "Se Puede Amar"                        | 6                           | —                                      | —                                          | —                           |                   | Tres Veces Ana                        |
| 2017                                                                             | "No vaya a ser"                        | 9                           | —                                      | —                                          | 55                          | - ESP: 2× Platina | Prometo                               |
| 2017                                                                             | "Saturno"                              | 16                          | —                                      | —                                          | —                           | - ESP: Platina    | Prometo                               |
| 2018                                                                             | "Prometo"                              | 35                          | —                                      | —                                          | —                           |                   | Prometo                               |
| 2018                                                                             | "La Llave" (feat. Piso 21)             | 42                          | —                                      | —                                          | —                           | - ESP: Platina    | Prometo                               |
| "—" denota um título que não tenha entrado na tabela musical do respectivo país. |                                        |                             |                                        |                                            |                             |                   |                                       |

### Promocionais
| Ano                                                                              | Obra                         | Melhores posições atingidas | Certificações | Álbum  |
| Ano                                                                              | Obra                         | ESP                         | Certificações | Álbum  |
| -------------------------------------------------------------------------------- | ---------------------------- | --------------------------- | ------------- | ------ |
| 2014                                                                             | "Gracias"                    | 22                          |               | Terral |
| 2014                                                                             | "La escalera"                | 27                          | - ESP: Ouro   | Terral |
| 2014                                                                             | "Quimera" (com Ricky Martin) | 27                          |               | Terral |
| "—" denota um título que não tenha entrado na tabela musical do respectivo país. |                              |                             |               |        |

### Participações
| Ano                                                                              | Obra                                                                                   | Melhores posições atingidas | Álbum                         | Certificações |
| Ano                                                                              | Obra                                                                                   | ESP                         | Álbum                         | Certificações |
| -------------------------------------------------------------------------------- | -------------------------------------------------------------------------------------- | --------------------------- | ----------------------------- | ------------- |
| 2011                                                                             | "Cuestión de prioridades por el Cuerno de África" (Melendi com Pablo Alborán e outros) | 36                          | Single sem álbum              |               |
| 2013                                                                             | "Vuelvo a Verte" (Malu com Pablo Alborán)                                              | 1                           | Dual                          | - ESP: Ouro   |
| 2013                                                                             | "La de la mala suerte" (Jesse & Joy com Pablo Alborán)                                 | 17                          | ¿Con quién se queda el perro? |               |
| 2015                                                                             | "Sous le ciel de Paris" (Zaz com Pablo Alborán)                                        | 42                          | Single sem álbum              |               |
| 2017                                                                             | "Y, ¿Si Fuera Ella?" (Alejandro Sanz com Pablo Alborán e outros)                       | 3                           | Más                           |               |
| "—" denota um título que não tenha entrado na tabela musical do respectivo país. |                                                                                        |                             |                               |               |

### Outras canções
| Ano  | Obra                | Melhores posições atingidas | Álbum       |
| Ano  | Obra                | ESP                         | Álbum       |
| ---- | ------------------- | --------------------------- | ----------- |
| 2012 | "No te olvidaré"    | 37                          | En Acústico |
| 2012 | "Desencuentro"      | 36                          | En Acústico |
| 2017 | "Boca de Hule"      | 54                          | Prometo     |
| 2017 | "La Llave"          | 55                          | Prometo     |
| 2017 | "Al Paraiso"        | 72                          | Prometo     |
| 2017 | "Vivir"             | 74                          | Prometo     |
| 2017 | "Cuerda al Corazón" | 92                          | Prometo     |
| 2017 | "Tu refugio"        | 93                          | Prometo     |
| 2017 | "Lo nuestro"        | 98                          | Prometo     |